# British Columbia Institute of Technology

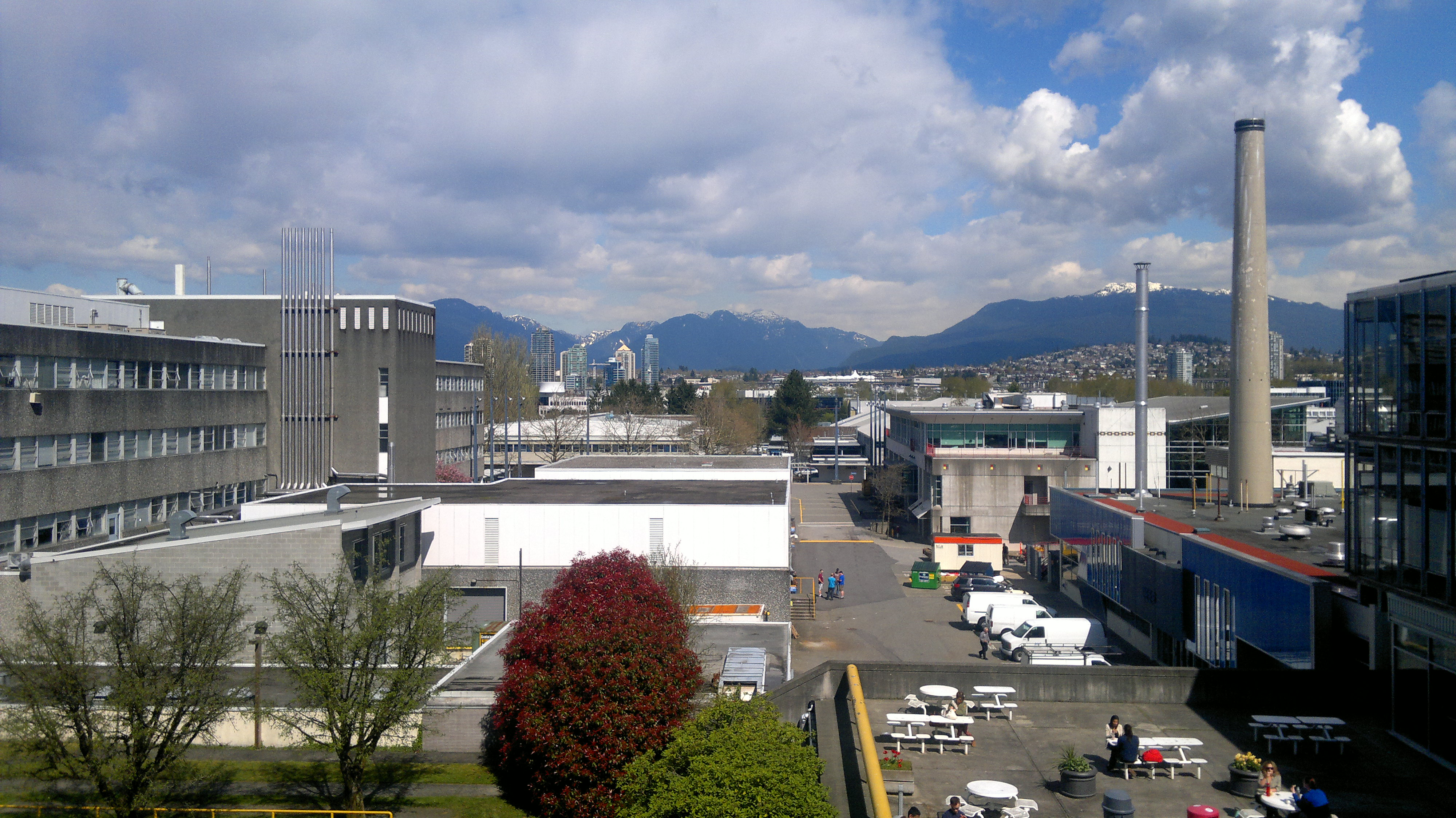
British Columbia Institute of Technology (BCIT) campus (2012)

Das British Columbia Institute of Technology (BCIT) ist eine technische Universität mit Sitz in der kanadischen Stadt Burnaby, British Columbia. Sie bietet Vollzeit- und Teilzeitlehrgänge an, die bis zum Bachelor und Master in verschiedenen technischen und naturwissenschaftlichen Fächern reichen. Der Hauptcampus des BCIT befindet sich in Burnaby. Weitere Campus sind in Vancouver, North Vancouver, Richmond und auf Annacis Island in Delta zu finden.
Das BCIT besitzt sechs Abteilungen:
- Informatik und Informationstechnik
- Betriebswirtschaft
- Architektur, Bauingenieurwesen und Umwelttechnik
- Gesundheitswesen
- Produktion, Elektronik und industrielle Prozesse
- Verkehrswesen

## Alumni
- Fiona Forbes
- Gloria Macarenko
- Rachel Marsden
- Tamara Taggart
- Vera Kobalia